# Aromantizmus

Az aromantikus büszkeség zászlaja

Az aromantizmus egy romantikus irányultság. Az aromantikusság nem mentális, érzelmi vagy szexuális zavar, hanem a romantikus irányultság egyik fajtája, pontosabban a romantikus vonzalom teljes vagy részleges hiánya. Az aromantikus embereknek ettől függetlenül ugyanolyan érzelmi szükségleteik vannak, mint bárki másnak. Aromantikus az, aki nem érez romantikus vonzalmat mások iránt.
A kifejezésben szereplő romantikus szó az irányultságra utal, az "a" pedig fosztóképző. Nem összekeverendő az aszexualitással, ami egy szexuális irányultság. Rengeteg aromantikus ember érez szexuális vonzalmat, ellenben nincs belső késztetésük arra, hogy a vonzódást romantikusan is megéljék valakivel.

## Az aromantikus spektrum
Sokféleképpen csoportosíthatjuk az identitásunkat, az egyik ilyen lehetőség a spektrum. Ha a romantikus vonzalmat skálára helyezzük, ahol az egyik vég az aromantizmus, mint a romantikus vonzalom teljes hiánya, a másik pedig az alloromantizmus, (mint gyűjtőfogalom), utalva azon irányultságokra, melyekhez tartozva az egyén érez romantikus vonzalmat, máris nyilvánvaló, hogy a kettő között is fellelhetőek egyéb irányultságok. 
Az aromantikus spektrum magába foglalja az összes nem-alloromantikus irányultságot. Az alloromantikus emberek (viszonylag gyakran) éreznek romantikus vonzalmat mások iránt és társadalmi szinten ezt tarjuk természetesnek, “normálisnak”. A romantikus és szexuális irányultság két különböző dolog, és ugyan a legtöbb embernek a két irányultság egyezik, néhányunknak nem – ha valaki aromantikus, nem azt jelenti, hogy aszexuális is; lehet az illető meleg, pán/biszexuális vagy heteroszexuális.

### Az aromantizmus fajtái
Az aromantikusság használható gyűjtőfogalomként, magába foglalva az összes, spektrumon elhelyezkedő identitást; ezek körül a három legjelentősebb alkategória: 
- Klasszikus értelemben vett aromantikus az az egyén, aki egyáltalán nem tapasztal romantikus vonzalmat senki felé.
- Demiromantikusnak pedig azokat nevezzük, akik romantikus vonzalmat csak és kizárólag erős érzelmi kötelék kialakulása után tapasztalnak. (A kötődés nem automatikusan szexuális természetű.)
- Lehet valaki “Szürke”-(a)romantikus, ha ritkán és/vagy rendszertelenül érez romantikus vonzalmat. (2.) érez romantikus vonzalmat, de csak mély érzelmi kötődés kialakulása után (3.) érez romantikus vonzalmat, de nem elég intenzíven, hogy reagáljon. (4.) élvezi és vágyja a romantikus érzelmeket, de rendkívül korlátozott és sajátos körülmények között. A “szürke”-(a)romantikusság önmagában szintúgy használható gyűjtőfogalomként a spektrumon belül – ide tartozhat a demiromantikusság és a többi mikro-identitás

Mikro-identitások:
- Kupioromantikus (cupioromantic): olyan aromantikus, aki élvezi és vágyja a romantikus érzelmeket, a romantikus párkapcsolatot. Az elnevezés a római mitológiai alak, a szerelem istenének nevéből (latinul Cupido) jön. (Aromantikus körökben a kupioromantizmust sokan az amatonormativitásra vezetik vissza.)

- Velluszromantikus (bellusromantic): olyan aromantikus vagy allomantikus egyént ír le, aki szereti a tradicionálisan romantikusként kódolt gesztusokat (pl. udvarlás, virágcsokrot, csokit adni/kapni, összebújni, kéz-a-kézben andalogni) de csöppet sem vágyik romantikus párkapcsolatra. A “bellus” előtag latinul “szépet” jelent.

- Frei-romantikus (frayromantic): a “frei-romantikusság” a demiromantikusság teljes ellentéte: olyan személyt jelent, aki érez romantikus vonzalmat mások iránt, azonban az érzés elillan, amint mélyebb ismeretség alakul ki. A “fray” szócska jelentése óangolul “idegen”. Egyéb elnevezései: Akio(ne)romantizus / lithromantizmus / Ignotaszromantizmus / aporomantikus.

- Risziproromantikus (reciproromantic): olyan aromantikus, aki romantikus vonzalmat csak akkor tapasztal, ha azt viszonozzák. A “recipro” tag az angol “reciprocate” szóból ered, ami “viszonzást” jelent.

- Autokor-romantikus (autochorisromantic): azokat az aromantikusokat jelöli, akik elméletben szeretik a romantikát, a romantikusként kódolt gesztusokat, de nem akarják ezeket megélni senkivel. Autokor lehet az az aromantikus-spektrumon elhelyezkedő személy, aki például szeret romantikus könyveket/filmeket olvasni/nézni,akár ábrándozni romantikus dolgokról, de nem kívánja ezeket a valóságban is megtapasztalni. Egyéb elnevezése: aegoromantizmus.

- Quaromantikus (quoiromantic): A “quoi” előtag a franciául “mi/micsodát” jelent. Azok használják ezt a kifejezést magukra, akik nehezen vagy egyáltalán nem tudnak különbséget tenni a plátói és romantikus érzelmeik között. Használható akkor is, ha valaki nem tudja beazonosítani a romantikus érzéseit, nem érti őket, nem biztos benne, hogy egyáltalán vannak vagy minek vannak, és mi az a “romantikus vonzalom” egyáltalán. Továbbá azokra is értendő, akik elvetik és/vagy nem értik a románc/romantikus vonzalom koncepcióját. Egyéb elnevezése: “WTFromantic”; alternatíva lehet még: idemromantikus / platoniromantikus / quasiromantikus.

- Apotiromantikus (apothiromantic): olyan aromantikus, aki undorodik a romantikától/romantikus dolgoktól. Az “apothi” előtag a görög apothisan szóból származik, ami azt jelenti, hogy irtózni valamitől/visszataszítónak találni valamit.

- Abroromantikus: olyan személy, akinek fluid a romantikus irányultsága.

- Aroflux: olyasvalaki, aki az aromantikus-spektrumon mozog, de mindig különböző mértékben éli meg a romantikus érzelmeit

## Az aromantizmus szimbólumai
Az aromantikusok két szimbólumot is a magukénak mondhatnak: az ötszínű zöld-átmenetes zászlót és a bal középső ujjon hordott fehér gyűrűt.

## Az aromantizmushoz kapcsolódó fogalmak
- Amatonormativitás: egy szociális kényszer, ahol a romantikus kapcsolatokat valami jobbként, értékesebbként kezelik a többi, nem romantikus kapcsolatokat, ettől pedig azok egyfajta életcéllá válnak.
- Felosztott vonzalom modell: egy, az aszexuális közösség által készített modell, a szexuális és romantikus vonzalom elkülönítésére. Kimondja, hogy egyes embereknek a romantikus és szexuális irányultsága különbözik
- Queerplátói/quasiplátói: egy kapcsolatot, vagy egy ilyen kapcsolatban lévő félt jelent, ami/aki ugyanolyan közelséget, intimitást stb. Tartalmaz/él át, mint amilyet a romantikus kapcsolatokkal hoznak kapcsolatba, azonban itt nem beszélhetünk romantikus vonzalomról. A quasiplátói fogalmat azok az emberek használják, akik számára kellemetlen a queer szó használata.
- Alloromantikus: azt az egyént jelöli, aki nincs az aromantikus spektrumon.
- Nonamory: valaki, aki nem akar romantikus kapcsolatot formálni, romantikus orientációtól függetlenül.
- Alterous vonzalom: olyasfajta vonzalom, melyet csak úgy lehet leírni, mint egy vágyat az érzelmi közelségre, mert sem a romantikus, sem a plátói vonzalom nem illik rá. A megnevezés azért jött létre, hogy a romantikus és a plátói szavakat helyettesítse.

## Aromantizmus a kultúrában

### Videojátékok
- Wisteria (Spade Memory (2016) – Martina Tucker)[1]

### Filmek és sorozatok
- Alastor (Voltvalaki Hotel (2024-) – Vivienne "Vivziepop" Medrano.) [2]

- Peridot (Steven Universe (2015) – Rebecca Sugar)[3]

### Könyvek és képregények
- Fiona (Supernormal Step (2012) – Michael Lee Lunsford)[4]
- Cal (The White Renegade (2015) – Claudie Arseneault)[5]
- Rivka (A Harvest of Ripe Figs (2016) – Shira Glassman)[6]
- Wilbourn Lisa "Tattletale" (Parahumans (2011) – John C. "Wildbow" McCrae)[7]
- Georgia Warr (Loveless (2020) – Alice Oseman)[8]

## Magyarországon
A Magyar Aszexuális Közösség nevű Facebook-csoport 2014. május 17-én jött létre, majd 2018. március 26-án vette nyilvántartásba a bíróság az ugyanezen a néven működő egyesületet.